# Palpomyia nigridorsum
Palpomyia nigridorsum är en tvåvingeart som beskrevs av Jean-Jacques Kieffer 1919. Palpomyia nigridorsum ingår i släktet Palpomyia och familjen svidknott. Inga underarter finns listade i Catalogue of Life.